# نظرية سكوبوس
نظرية سكوبوس أو نظرية الهدف (بالألمانية: Skopostheorie)، وهي نظرية متخصصة في مجال دراسات الترجمة تستخدم المبدأ الرئيسي للعمل الهادف الذي يحدد إستراتيجية الترجمة. الهدف المذكور في موجز الترجمة والتوجيهات والقواعد يرشد المترجم إلى تحقيق النص المستهدف توقعه للترجمة.

## نظرة عامة

### الخلفية
ظهرت النظرية لأول مرة في مقال نشره العالم اللغوي هانز جوزيف فيرمير في المجلة الألمانية ليبندي سبراتشين في عام 1977.
وكتحقيق لخريطة جيمس هولمز لدراسات الترجمة (1972)، تُعد نظرية سكوبوس جوهر النهوج الأربعة لنظرية الترجمة الوظيفية الألمانية التي ظهرت في أواخر القرن العشرين. وهي جزء من تطور نظرية سكوبوس التي ساهم بها علماء دراسات الترجمة والتي جرى تصنيفها في أربع مراحل:
1. الفئة الوظيفية لكاثارينا رايس (1971)[6]
2. نظرية هانز فيرمير (1978)[2]
3. نظرية جوستا هولز مانتتاري للمترجمين (1981)[7]
4. نظرية كريستياني نورد في «الوظيفة مع الإخلاص» (1997)[8]

### التعريف
سكوبوس (باليونانية: σκοπός) هي كلمة يونانية تُعرف باسم «الغرض». وهو مصطلح فني صاغه هانز فيرمير ويمثل هدف الترجمة. يوضح بول كوسمول نظرية سكوبوس باعتبارها «النهج الوظيفي الذي له صلة كبيرة بنظرية سكوبوس. إذ تعتمد وظيفة الترجمة على المعرفة والتوقعات والقيم والقواعد المستهدفة للقراء الذين يتأثرون مرة أخرى بالحالة التي هم فيها وبالثقافة. وتحدد هذه العوامل ما إذا كان يمكن الاحتفاظ بوظيفة مصدر النص أو المقاطع التي في مصدر النص أو ما إذا كان ينبغي تعديلها أو حتى تغييرها».
ووفقًا لـ فيرمير هناك ثلاثة أنواع ممكنة من الأغراض. أولًا غرض عام يسعى إليه المترجم مثل الترجمة كمصدر للدخل المهني. ثانيًا غرض صريح من هدف النص في ظروف مستهدفة مثل إرشاد الجمهور. ثالثًا الغرض من إستراتيجية أو نهج الترجمة مثل عرض السمات الهيكلية لمصدر اللغة. ما يتعلق بمصطلح 'سكوبوس' في نظرية سكوبوس يشير إلى النوع الثالث من الغرض. وتعامل النظرية نص المصدر على أنه «عرض للمعلومات في ثقافة مستهدفة»، وينظر إلى هذا الرأي كنتيجة لنظريات بنائية الفهم.
كتنفيذ واضح للعمل الترجمي -تعد الترجمة كعمل بشري يحقق النية- من خلال تحديد الغرض منه. وبالتالي يؤدي هذا إلى إنشاء «قائمة ترجمة» - النص الهادف (النتيجة) لنص المصدر.

### الدوافع
وُضعت نظرية سكوبوس من قبل فيرمير لسد الفجوة بين الممارسة والنظرية التي كانت موجودة في نظرية التكافؤ الشائعة والمنتشرة سابقاً. وفي هذه المحاولة، سعى فيرمير إلى إيجاد طريقة أخرى للترجمة تتجاوز النظر إلى مستوى اللغويات فقط وبالتالي دفع عملية الترجمة إلى الأمام من «المعضلات الأبدية للترجمة الحرة في مقابل الترجمة المخلصة والتكافؤ الديناميكي في مقابل التكافؤ الرسمي والمترجمين الشفويين الجيدين في مقابل المترجمين العاديين وما إلى ذلك» وهي مشاكل موجودة في نظريات الترجمة السابقة. وذكر في بيان أدلى به ما يلي:
اللغويات وحدها لن تساعدنا؛ أولاً لأن الترجمة ليست مجرد عملية لغوية وليست حتى عملية لغوية في مرحلة الأساس. ثانياً، لأن اللغويات لم تصاغ بعد الأسئلة الصحيحة لمعالجة مشاكلنا. لذا دعونا ننظر إلى مكان آخر. 
وفي إطار هذا المنظور، حدد أن النهج اللغوية البحتة إزاء الترجمة التحريرية كانت معيبة آنذاك وأن مسائل الترجمة الموجودة ستكون محفوفة بالمشاكل. وهكذا وضعت نظرية سكوبوس العامة كأساس للنظريات الوظيفية مع الإشارة إلى نظرية الفعل القائمة. وكان فرمير ينظر إلى الترجمة على أنها عمل مثل أي عمل آخر وبالتالي كان يجب أن تملك الغرض (سكوبوس) بموجب نظرية الفعل. وفيما يتعلق بذلك، رأى فرمير أن العمل من الترجمة هو إنتاج نص في أوضاع مستهدفة محددة لأغراض محددة ولأشخاص في ظروف محددة.

### الهدف والجمهور
نظرية سكوبوس عبارة عن إطار عام للمترجمين التحريريين يشير إلى «الابتعاد عن النماذج اللغوية الجامدة لتحولات الترجمة». على عكس نظريات الترجمة السابقة التي تركز على اللغويات والترجمات القائمة على التكافؤ على المستوى الجزئي، لا تتطلب نظرية الترجمة في سكوبوس التكافؤ الوظيفي لنص المصدر، لأن هدف نظرية سكوبوس يركز على الغرض من العمل الترجمي بدلًا من ذلك.

## الإطار النظري

### نظرية الفعل
وفقًا لفيرمير، تدعم نظرية الفعل نظرية سكوبوس في أن كل عمل موجه من قبل الغرض المقصود. ويُعرَّف العمل بأنه «التأثير في العمل الذي يقصد منه كما هو مُراد جلب أو منع تغيير في العالم في الطبيعة». بما أن الترجمة هي شكل من أشكال العمل الترجمي الذي يتضمن التواصل المقصود أو التفاعل إذا كان يؤثر على عاملين أو أكثر والانتقال فيجب أن يكون هناك غرض مرتبط بها. وقدم فيرمير عدة بديهيات أو أطروحات من أجل وضع نظرية سكوبوس وتأطيرها كشكل من أشكال نظرية الفعل وهي تشمل الادعاء بأن تأثير نظرية سكوبوس يحدد الإستراتيجيات للحصول على الهدف المقصود. يقترح علماء آخرون أنه ينبغي لدى ترجمة المواد مراعاة العوامل السياقية في عملية مثل ثقافة القارئ وكذلك العميل الذي باشر الترجمة. وهكذا فإن لنظرية الفعل نطاق أوسع من نطاق نظرية سكوبوس.

### موجز الترجمة
لكي يقوم المترجم بتفسير الغرض من الترجمة واستخدام إستراتيجيات للعمل وفقًا للغرض الذي يقدمه، فموجز الترجمة من قبل العميل يعتبر ضروريًا. فهو ينص على تعليمات لتنفيذ إجراء معين وهو «الترجمة».
ينبغي للجنة أن تتضمن أكبر قدر ممكن من المعلومات المفصلة عن الهدف التالي (1) أ تحديد هدف اللجنة (2) الشروط التي ينبغي في ظلها بلوغ الهدف المقصود (بما في ذلك بطبيعة الحال المسائل العملية مثل الموعد النهائي والأجر).
يقدم العميل «أكبر عدد ممكن من التفاصيل حول الغرض وشرح المرسل إليه والوقت والمكان والمناسبة والوسيط في التواصل المقصود والوظيفة التي يُقصد أن يكون النص عليها». وبذكر هذه المعلومات من خلال شكل مكتوب أو منطوق، يتم توضيح موجز الترجمة. ومع ذلك، عندما لا يقدم العميل صراحة لجنة الترجمة المفصلة ربما بسبب عدم إلمام المترجم بالاتصال بين الثقافات، فيتعين عليه أن يتفاوض وأن يقدم توجيهات بشأن ما إذا كان يجب ترجمة نص المصدر ونوع النص المستهدف اللازم لتحقيق الغرض والذي هو نظرية سكوبوس.[بحاجة لمصدر]

### الثقافة
يعتبر فيرمير القواعد والاتفاقيات سمات رئيسية للثقافة ويعتبر الترجمة مقارنة بين الثقافات. في هذه «المقارنة»، يتم تفسير المعرفة بثقافة المصدر باستخدام المعرفة الثقافية القائمة لدى المترجم وثقافة المصدر وما إذا كانت هذه «المقارنة» تأخذ منظوراً من الداخل أو من الخارج وتعتمد على ما إذا كان المترجم يترجم إلى لغته وثقافته أو منها.
معاملة الثقافات واللغات كنظام وبنود ذات مستوى أدنى كعناصر؛ عندما ينقل عنصر من نظام إلى آخر تتغير قيمته لأنه يتصل بالعناصر التي تنتمي إلى النظام الجديد. وهذا يعني أن التعديلات التي يتم إجراؤها عند الانتقال من نص المصدر إلى النص المستهدف تكون ملائمة في سياقات معينة طالما أن العنصر المنقول يملك نفس القدر من الأهمية في الثقافة المستهدفة الذي يمتلكه العنصر الأصلي في ثقافة المصدر. بالإضافة إلى ذلك، فإن ترجمة سكوبوس تتحدد من قبل موجز الترجمة أو لجنة الترجمة والتي يشار إليها بخلاف ذلك بـ «العامل المشترك بين الثقافات». وهكذا يمكن أن نرى أنه على الرغم من أن نظرية سكوبوس أكثر توجهًا نحو الأهداف، فإن الجوانب الثقافية لكل من لغة المصدر واللغة المستهدفة تلعب دورًا هامًا.

## التطور التاريخي

### نظرية سكوبوس العامة لفيرمير
خلال الفترة الزمنية التي تأسست فيها نظرية سكوبوس العامة لفيرمير، كان مجال دراسات الترجمة يواجه تحولًا من النظريات الأكثر رسمية و«اللغوية» في الغالب حيث كان «جدير بالثقة» و«التكافؤ» لنص المصدر هو المعيار الأعظم في تحديد نجاح الترجمة إلى النظريات التي تولي قدراً أعظم من الاهتمام للوظائف والعوامل الاجتماعية الثقافية. وكان هذا التحول مدفوعاً بنظرية الاتصال ونظرية الفعل ولغوية النصوص ونظرية النص والاتجاه نحو نظرية الاستقبال في الدراسات الأدبية. وهكذا يمكن اعتبار نظرية سكوبوس كسلسة لهذه النظريات المذكورة. ونتيجة لذلك، فإن لنظرية سكوبوس التي تشكلت في تلك الفترة وتحت تأثير النظريات المذكورة أنفاً إطارٌ وظيفي واجتماعي ثقافي موجه نظرًا لتركيز هذه النظرية على عوامل الترجمة التي تقع بين اللغات غير اللغوية والنصية. أصبحت الكثير من العوامل التي اعتمدها من نظرية الفعل أساسية في أواخر القرن العشرين بسبب تزايد الطلب على ترجمات النصوص غير الأدبية. وفي مثل هذه النصوص، أصبحت العوامل السياقية المحيطة بها أساسية في ترجمتها خاصة عندما يتعلق الأمر بوظيفة النص في تلك الثقافة المحددة للقارئ المحدد.

### فيرمير ورايس
بصرف النظر عما سبق، طُورت نظرية سكوبوس العامة كمفهوم من قبل أكاديميين عدة في مجال الترجمة، ميزوا تطورها إلى أربع مراحل تم الجمع بين اثنتين منها في تعاون لاحق، ويمكن القول إن بدايات نظرية سكوبوس الحديثة قد نشأت منها. على وجه التحديد، المجموعة العامة لنظرية سكوبوس وكاثرينا رايس ضمن نموذج المحتوى الوظيفي الذي دخل في مقالاتهم التعاونية في سنتي 1984 و1991. سمح هذا النهج المشترك باستخراج العوامل العامة (التي تؤثر على عملية الترجمة) من الأحداث التي وجدت بشكل فريد في الثقافات الفردية  و/أو اللغات. يمكن ربط هذه العوامل المذكورة آنفاً باستمرار بالنظريات الخاصة و/أو منها والتي تتطور لتكون أكثر وظيفية وأكثر توجهًا نحو الأهداف.
في هذا الإطار، فمعرفة الأساس المنطقي وراء الترجمة ووظيفة النص المستهدف هي أمر بالغ الأهمية بالنسبة للمترجم لكي ينتج ترجمات ناجحة. في الأساس، ترفض نظرية سكوبوس نظريات الترجمة القائمة على التكافؤ استناداً إلى تركيزها على نص المصدر أو أغراض مؤلف نص المصدر أو تأثيرات نص المصدر على قرائها باعتبارها محددات قاطعة في الترجمات. بل إن نظرية سكوبوس تشير بدلاً من ذلك إلى أن الترجمات لا بد وأن تركز على الثقافة واللغة المستهدفة التي توضح نص المصدر وتأثيراتها على القارئ والغرض من المؤلف الأصلي باعتبارها عوامل حاسمة، لا تأثيرات وأغراض للغة المصدر.